# Platysenta mimica
Platysenta mimica là một loài bướm đêm trong họ Noctuidae.